# Базилевський Борис Васильович
Бори́с Васи́льович Базиле́вський (7 червня 1885, Кам'янець-Подільський — 24 лютого 1955, Новосибірськ) — російський астроном і педагог. Професор (1929).

## Біографія
Народився 7 червня 1885 року в Кам'янці-Подільському в дворянській сім'ї. 1904 року закінчив гімназію в Єкатеринбурзі.
1910 року закінчив фізико-математичний факультет Петербурзького університету. Працював фізиком у магнітно-метеорологічній обсерваторії в місті Слуцьк, викладав математику, фізику та космологію у Варшавському університеті та в 2-му реальному училищі. 1918 року переїхав у Смоленськ.
У 1919—1922 роках очолював кафедру фізики й астрономії в Смоленському державному педагогічному університеті. У 1922—1926 роках був головою астрономо-фізичної комісії на педагогічному факультеті (після злиття інституту з університетом), у 1926—1941 роках завідував кафедрою астрономії.
У 1925—1926 роках під керівництвом Базилевського було реставровано обсерваторію (вулиця Маяковського, 7-а; відкрито 15 квітня 1926 року). Бориса Васильовича призначили директором обсерваторії. 
У січні 1929 року йому було присвоєне вчене звання професора. У 1918—1938 роках був деканом факультету.
Був головою Смоленського відділення Всесоюзного астрономо-геодезичного товариства при Академії наук СРСР.
З початком німецько-радянської війни Базилевський не зміг евакуюватися в тил країни та залишився разом із сім'єю в окупованому німецькими військами Смоленську. Від 25 липня 1941 року до 1 жовтня 1942 року за наказом німецької влади виконував обов'язки заступника начальника міста (бургомістра). Завдяки заступництву Базилевського та його мужності вдалося звільнити з табору військовополонених декілька чоловік. Від 1 жовтня 1942 року до звільнення Смоленська працював директором Смоленської учительської семінарії. Використовуючи своє службове становище, рятував молодь від відправлення на примусові роботи в Німеччину.
1946 року Базилевський виступив як свідок на Нюрнберзькому процесі над головними німецькими воєнними злочинцями.
У лютому 1944 року переїхав у Новосибірськ. У Новосибірському педагогічному інституті (НПІ) читав астрономію на фізико-математичному та географічному факультетах. У Новосибірському інституті інженерів геодезії, аерозйомки і картографії (НІІГАіК) читав теорію фігур Землі, геофізику, сферичну астрономію та практичну астрономію.
Від 1 липня до 5 жовтня 1944 року Базилевский був деканом фізико-математичного факультету в НПІ, від 18 листопада 1944 року деканом астрономо-геодезичного факультету НІІГАіК.
У Новосибірську Базилевський був завідувачем кафедр двох вищих навчальних закладів, науковим керівником наукового товариства студентів педінституту, уповноваженим Товариства поширення політичних знань у педінституті, керівником підготовки аспірантів у педінституті, керівником спецсемінару для асистентів кафедри астрономії та гравіметрії геодезичного інституту.
Помер 24 лютого 1955 року в Новосибірську на 70-му році життя.

## Праці
- Астрономическая обсерватория педагогического института // Труды астрономической обсерватории Смоленского пединститута. — Смоленск, 1931. — Выпуск 1. — С. 3—17.
- Астрономические работы М. В. Ломоносова // Сборник статей к 225-летию со дня рождения М. В. Ломоносова. — Смоленск, 1938.
- Астрономия в системе математического образования // Научные известия СГУ и ЗОНИ. — Смоленск, 1930. — Вып. 2: Физика и математика. — С. 63—82.
- Вывод формул влияния аберрации неподвижных звезд на основании векториального сложения скоростей // Научные известия СГУ. — Смоленск, 1929. — Выпуск 1: Физика и математика. — С. 93—96.
- Геометрический вывод законов ньютонианского притяжения из законов Кеплера // Научные известия СГУ. Смоленск, 1929. — Выпуск 1: Физика и математика. — С. 53—58.
- Как устроить передвижную круговую диаграмму // Справочник просвещенцу. — Смоленск, 1926. — Выпуск 2. — С. 338—341.
- Курс астрономии. — Ч. 1. — Смоленск, 1928.
- Лунное затмение 2 апреля 1931 г. в свете теории DANJON'A // Труды астрономической обсерватории Смоленского пединститута.- Смоленск, 1931. — Выпуск 1. — С. 19—23.
- Наблюдения полного лунного затмения 8 декабря 1927 г. на обсерватории Смоленского университета // Научные известия СГУ. — Смоленск, 1929. — Выпуск 1: Физика и математика. — С. 83—84.